# Блу Ноут
Блу Ноут Рекърдс (на английски: Blue Note Records) е американска компания, основана от Алфред Лайън и Макс Маргълис. Френсис Уолф се присъединява малко след това. Етимологията на името е от израза blue notes, означаващо блусовите ноти в джаза и блуса.
В своето зараждане се посвещава на традиционния джаз и суинга за малки групи, като от 1947 г. се преориентира към модерния джаз. В изконното си съществувание тя не записва много от първооткривателите на бибопа, с малки изключения като Телониъс Монк, Фатс Наваро и Бъд Пауъл.
В исторически план Блу Ноут се свързва с хард боп стила на джаза (микс между бибоп и други музикални форми като соул, блус, ритъм енд блус и госпел). На преден план са представени Хорас Силвър, Джими Смит, Фреди Хъбърд, Лий Морган, Арт Блейки, Грант Грийн, Хенк Моубли и Джаки Маклийн.
Понастоящем лейбълът е част от Юнивърсъл Мюзик Груп, и през 2006 г. е разширен в размер, чрез който става чадърна компания за група от тогавашни фирми на Ий Ем Ай, както и фирми в разрастващия се пазар за музика за възрастни слушатели.

## История
Лайън дочува джаза още в момчешка възраст в Берлин. Преселва се в Ню Йорк през 1937 г., и малко след концерта в Карнеги Хол From Spirituals to Swing, дава условия за работа в студио на Албърт Емонс и Мийд Лукс Луис през 1939 г. в студио за един ден. Лейбълът отначало се състои от Лайън и Макс Маргълис, който е комунистически автор, подкрепящ проекта. Първите издания на лейбъла са традиционен хот джаз и буги уги, и първият му хит е изпълнение на Summertime на сопрано саксофониста Сидни Бекет, който той не успява да запише за традиционните компании. Музикантите били осигурени с алкохолни напитки и записват до ранните части на сутринта, след като работата им в нощните клубове и барове приключила. Скоро лейбълът създава репутация за нечувано дотогава добро отношение към музикантите си – като насрочване на звукозаписни сесии в удобни времена, както и упълномощаването на музикантите да контролират всички части от звукозаписния процес.